# Sour (cocktail)
I sour sono una famiglia di cocktail formati da una base di distillato (spesso il whisky), succo di limone (o di lime) e un  dolcificante (un liquore come il triple sec o anche succhi).
Sono caratterizzati dal gusto acidulo del limone che si fonde con un distillato come il whisky. Al posto del whisky si possono impiegare, ad esempio, brandy, gin, e altri alcolici. Anche il Margarita e il Sidecar hanno una ricetta molto simile.
I sours compaiono nel libro di Jerry Thomas "How to mix drinks" del 1862.